# Curling nos Jogos Olímpicos de Inverno de 2010 - Masculino
As competições do curling masculino nos Jogos Olímpicos de Inverno de 2010 ocorreram no Vancouver Olympic Centre entre 16 e 27 de fevereiro.

## Medalhistas
|  | CAN Canadá                                                    |  | NOR Noruega                                                                      |  | SUI Suíça                                                        |
|  | Kevin Martin John Morris Marc Kennedy Ben Hebert Adam Enright |  | Thomas Ulsrud Torger Nergård Christoffer Svae Håvard Vad Petersson Thomas Løvold |  | Ralph Stöckli Jan Hauser Markus Eggler Simon Strübin Toni Müller |

## Equipes
| CAN Canadá | CHN China | DEN Dinamarca | FRA França | GER Alemanha |
| --- | --- | --- | --- | --- |
| Saville SC, Edmonton Capitão: Kevin Martin Terceiro: John Morris Segundo: Marc Kennedy Primeiro: Ben Hebert Reserva: Adam Enright        | Harbin CC, Harbin Quarto: Liu Rui Capitão: Wang Fengchun Segundo: Xu Xiaoming Primeiro: Li Hongchen Reserva: Zang Jialiang                        | Hvidovre CC, Hvidovre Quarto: Johnny Frederiksen Capitão: Ulrik Schmidt Segundo: Bo Jensen Primeiro: Lars Vilandt Reserva: Mikkel Poulsen       | Chamonix CC, Chamonix Capitão: Thomas Dufour Terceiro: Tony Angiboust Segundo: Jan Ducroz Primeiro: Richard Ducroz Reserva: Raphael Mathieu | CC Füssen, Füssen Capitão: Andy Kapp Terceiro: Andreas Lang Segundo: Holger Höhne Primeiro: Andreas Kempf Reserva: Daniel Herberg |
| GBR Grã-Bretanha | NOR Noruega | SWE Suécia | SUI Suíça | USA Estados Unidos |
| Lockerbie CC, Lockerbie Capitão: David Murdoch Terceiro: Ewan MacDonald Segundo: Peter Smith Primeiro: Euan Byers Reserva: Graeme Connal | Snarøen CK, Bærum Capitão: Thomas Ulsrud Terceiro: Torger Nergård Segundo: Christoffer Svae Primeiro: Håvard Vad Petersson Reserva: Thomas Løvold | Karlstads CK, Karlstad Capitão: Niklas Edin Terceiro: Sebastian Kraupp Segundo: Fredrik Lindberg Primeiro: Viktor Kjäll Reserva: Oskar Eriksson | CC St. Galler Bär, São Galo Quarto: Ralph Stöckli Terceiro: Jan Hauser Capitão: Markus Eggler Primeiro: Simon Strübin Reserva: Toni Müller  | Duluth CC, Duluth Capitão: John Shuster Terceiro: Jason Smith Segundo: Jeff Isaacson Primeiro: John Benton Reserva: Chris Plys    |

## Primeira fase

### Classificação
|  | Equipes classificadas para as semifinais |
|  | Equipes eliminadas na primeira fase      |

| País                 | Capitão       | V | D | PF | PS | EV | EP | EB | ERF | ERC | Arremesso (%) |
| -------------------- | ------------- | - | - | -- | -- | -- | -- | -- | --- | --- | ------------- |
| CAN Canadá           | Kevin Martin  | 9 | 0 | 75 | 36 | 36 | 28 | 14 | 2   | 4   | 85            |
| NOR Noruega          | Thomas Ulsrud | 7 | 2 | 64 | 43 | 40 | 32 | 15 | 7   | 1   | 84            |
| SUI Suíça            | Ralph Stöckli | 6 | 3 | 53 | 45 | 35 | 33 | 20 | 8   | 9   | 81            |
| SWE Suécia [i]       | Niklas Edin   | 5 | 4 | 50 | 52 | 34 | 36 | 20 | 6   | 8   | 82            |
| GBR Grã-Bretanha [i] | David Murdoch | 5 | 4 | 57 | 44 | 35 | 29 | 20 | 9   | 4   | 81            |
| GER Alemanha         | Andy Kapp     | 4 | 5 | 48 | 60 | 35 | 38 | 11 | 9   | 8   | 75            |
| FRA França           | Thomas Dufour | 3 | 6 | 31 | 58 | 22 | 34 | 16 | 7   | 13  | 73            |
| CHN China            | Wang Fengchun | 2 | 7 | 52 | 60 | 37 | 37 | 9  | 7   | 5   | 77            |
| DEN Dinamarca        | Ulrik Schmidt | 2 | 7 | 40 | 57 | 31 | 29 | 12 | 6   | 6   | 78            |
| USA Estados Unidos   | John Shuster  | 2 | 7 | 43 | 59 | 32 | 41 | 18 | 9   | 12  | 76            |

- i. ^  Grã-Bretanha e Suécia terminaram empatadas e fizeram uma partida extra para disputar a 4ª vaga para as semifinais.

### Resultados
Primeira rodada
Terça-feira, 16 de fevereiro, 9:00 (UTC-8)
| Pista A          | LSFE    | 1 | 2 | 3 | 4 | 5 | 6 | 7 | 8 | 9 | 10 | Final |
| ---------------- | ------- | - | - | - | - | - | - | - | - | - | -- | ----- |
| GBR Grã-Bretanha | Martelo | 0 | 1 | 0 | 0 | 0 | 0 | 1 | 0 | 2 | 0  | 4     |
| SWE Suécia       |         | 0 | 0 | 2 | 0 | 0 | 1 | 0 | 2 | 0 | 1  | 6     |

| Pista B     | LSFE    | 1 | 2 | 3 | 4 | 5 | 6 | 7 | 8 | 9 | 10 | 11 | Final |
| ----------- | ------- | - | - | - | - | - | - | - | - | - | -- | -- | ----- |
| NOR Noruega |         | 0 | 0 | 1 | 0 | 3 | 0 | 0 | 0 | 0 | 2  | 0  | 6     |
| CAN Canadá  | Martelo | 0 | 3 | 0 | 2 | 0 | 0 | 0 | 0 | 1 | 0  | 1  | 7     |

| Pista C            | LSFE    | 1 | 2 | 3 | 4 | 5 | 6 | 7 | 8 | 9 | 10 | Final |
| ------------------ | ------- | - | - | - | - | - | - | - | - | - | -- | ----- |
| USA Estados Unidos | Martelo | 0 | 1 | 0 | 2 | 0 | 0 | 1 | 0 | 1 | 0  | 5     |
| GER Alemanha       |         | 1 | 0 | 2 | 0 | 1 | 1 | 0 | 2 | 0 | 0  | 7     |

| Pista D       | LSFE    | 1 | 2 | 3 | 4 | 5 | 6 | 7 | 8 | 9 | 10 | Final |
| ------------- | ------- | - | - | - | - | - | - | - | - | - | -- | ----- |
| SUI Suíça     | Martelo | 0 | 0 | 0 | 1 | 1 | 0 | 4 | 0 | 0 | 0  | 6     |
| DEN Dinamarca |         | 0 | 0 | 0 | 0 | 0 | 1 | 0 | 2 | 1 | 1  | 5     |

Segunda rodada
Terça-feira, 16 de fevereiro, 19:00 (UTC-8)
| Pista A      | LSFE    | 1 | 2 | 3 | 4 | 5 | 6 | 7 | 8 | 9 | 10 | Final |
| ------------ | ------- | - | - | - | - | - | - | - | - | - | -- | ----- |
| CAN Canadá   | Martelo | 2 | 0 | 0 | 0 | 2 | 0 | 3 | 0 | 2 | X  | 9     |
| GER Alemanha |         | 0 | 0 | 2 | 0 | 0 | 1 | 0 | 1 | 0 | X  | 4     |

| Pista B    | LSFE    | 1 | 2 | 3 | 4 | 5 | 6 | 7 | 8 | 9 | 10 | Final |
| ---------- | ------- | - | - | - | - | - | - | - | - | - | -- | ----- |
| CHN China  | Martelo | 0 | 0 | 0 | 1 | 0 | 0 | 3 | 0 | 1 | 0  | 5     |
| FRA França |         | 1 | 0 | 0 | 0 | 1 | 2 | 0 | 0 | 0 | 2  | 6     |

| Pista D            | LSFE    | 1 | 2 | 3 | 4 | 5 | 6 | 7 | 8 | 9 | 10 | 11 | Final |
| ------------------ | ------- | - | - | - | - | - | - | - | - | - | -- | -- | ----- |
| USA Estados Unidos | Martelo | 0 | 0 | 0 | 1 | 0 | 0 | 2 | 0 | 2 | 0  | 0  | 5     |
| NOR Noruega        |         | 0 | 1 | 0 | 0 | 1 | 0 | 0 | 2 | 0 | 1  | 1  | 6     |

Terceira rodada
Quarta-feira, 17 de fevereiro, 14:00 (UTC-8)
| Pista A          | LSFE    | 1 | 2 | 3 | 4 | 5 | 6 | 7 | 8 | 9 | 10 | Final |
| ---------------- | ------- | - | - | - | - | - | - | - | - | - | -- | ----- |
| GBR Grã-Bretanha | Martelo | 1 | 2 | 1 | 0 | 2 | 0 | 0 | 1 | 2 | X  | 9     |
| FRA França       |         | 0 | 0 | 0 | 2 | 0 | 1 | 1 | 0 | 0 | X  | 4     |

| Pista B            | LSFE    | 1 | 2 | 3 | 4 | 5 | 6 | 7 | 8 | 9 | 10 | 11 | Final |
| ------------------ | ------- | - | - | - | - | - | - | - | - | - | -- | -- | ----- |
| USA Estados Unidos |         | 0 | 0 | 0 | 2 | 1 | 1 | 1 | 1 | 0 | 0  | 0  | 6     |
| SUI Suíça          | Martelo | 2 | 1 | 1 | 0 | 0 | 0 | 0 | 0 | 1 | 1  | 1  | 7     |

| Pista C       | LSFE    | 1 | 2 | 3 | 4 | 5 | 6 | 7 | 8 | 9 | 10 | Final |
| ------------- | ------- | - | - | - | - | - | - | - | - | - | -- | ----- |
| DEN Dinamarca | Martelo | 0 | 1 | 0 | 0 | 0 | 0 | 0 | X | X | X  | 1     |
| CHN China     |         | 1 | 0 | 3 | 2 | 1 | 0 | 1 | X | X | X  | 8     |

| Pista D      | LSFE    | 1 | 2 | 3 | 4 | 5 | 6 | 7 | 8 | 9 | 10 | Final |
| ------------ | ------- | - | - | - | - | - | - | - | - | - | -- | ----- |
| GER Alemanha | Martelo | 1 | 0 | 0 | 1 | 1 | 0 | 0 | 0 | 0 | 0  | 3     |
| SWE Suécia   |         | 0 | 0 | 2 | 0 | 0 | 1 | 0 | 1 | 0 | 2  | 6     |

Quarta rodada
Quinta-feira, 18 de fevereiro, 9:00 (UTC-8)
| Pista A            | LSFE    | 1 | 2 | 3 | 4 | 5 | 6 | 7 | 8 | 9 | 10 | 11 | Final |
| ------------------ | ------- | - | - | - | - | - | - | - | - | - | -- | -- | ----- |
| DEN Dinamarca      | Martelo | 0 | 2 | 0 | 1 | 0 | 0 | 1 | 1 | 0 | 1  | 1  | 7     |
| USA Estados Unidos |         | 1 | 0 | 2 | 0 | 0 | 2 | 0 | 0 | 1 | 0  | 0  | 6     |

| Pista B      | LSFE    | 1 | 2 | 3 | 4 | 5 | 6 | 7 | 8 | 9 | 10 | Final |
| ------------ | ------- | - | - | - | - | - | - | - | - | - | -- | ----- |
| GER Alemanha | Martelo | 0 | 1 | 0 | 1 | 0 | 1 | 0 | 0 | 1 | 0  | 4     |
| NOR Noruega  |         | 1 | 0 | 2 | 0 | 2 | 0 | 1 | 0 | 0 | 1  | 7     |

| Pista C    | LSFE    | 1 | 2 | 3 | 4 | 5 | 6 | 7 | 8 | 9 | 10 | Final |
| ---------- | ------- | - | - | - | - | - | - | - | - | - | -- | ----- |
| CAN Canadá | Martelo | 2 | 0 | 0 | 0 | 3 | 1 | 0 | 0 | 1 | X  | 7     |
| SWE Suécia |         | 0 | 0 | 0 | 1 | 0 | 0 | 1 | 1 | 0 | X  | 3     |

| Pista D          | LSFE    | 1 | 2 | 3 | 4 | 5 | 6 | 7 | 8 | 9 | 10 | Final |
| ---------------- | ------- | - | - | - | - | - | - | - | - | - | -- | ----- |
| GBR Grã-Bretanha |         | 1 | 0 | 0 | 2 | 0 | 0 | 0 | 0 | 0 | 0  | 3     |
| SUI Suíça        | Martelo | 0 | 0 | 2 | 0 | 0 | 0 | 0 | 1 | 0 | 1  | 4     |

Quinta rodada
Quinta-feira, 18 de fevereiro, 19:00 (UTC-8)
| Pista A    | LSFE    | 1 | 2 | 3 | 4 | 5 | 6 | 7 | 8 | 9 | 10 | 11 | Final |
| ---------- | ------- | - | - | - | - | - | - | - | - | - | -- | -- | ----- |
| SWE Suécia |         | 0 | 1 | 0 | 0 | 0 | 2 | 0 | 1 | 1 | 0  | 1  | 6     |
| CHN China  | Martelo | 0 | 1 | 0 | 0 | 0 | 2 | 0 | 1 | 1 | 0  | 1  | 6     |

| Pista B          | LSFE    | 1 | 2 | 3 | 4 | 5 | 6 | 7 | 8 | 9 | 10 | Final |
| ---------------- | ------- | - | - | - | - | - | - | - | - | - | -- | ----- |
| GBR Grã-Bretanha | Martelo | 0 | 0 | 2 | 0 | 1 | 0 | 0 | 3 | 0 | 3  | 9     |
| DEN Dinamarca    |         | 0 | 1 | 0 | 1 | 0 | 2 | 0 | 0 | 2 | 0  | 6     |

| Pista C     | LSFE    | 1 | 2 | 3 | 4 | 5 | 6 | 7 | 8 | 9 | 10 | Final |
| ----------- | ------- | - | - | - | - | - | - | - | - | - | -- | ----- |
| NOR Noruega | Martelo | 2 | 0 | 0 | 1 | 0 | 1 | 0 | 1 | 0 | 2  | 7     |
| SUI Suíça   |         | 0 | 0 | 1 | 0 | 1 | 0 | 1 | 0 | 1 | 0  | 4     |

| Pista D    | LSFE    | 1 | 2 | 3 | 4 | 5 | 6 | 7 | 8 | 9 | 10 | Final |
| ---------- | ------- | - | - | - | - | - | - | - | - | - | -- | ----- |
| FRA França |         | 0 | 0 | 2 | 0 | 1 | 1 | 1 | 0 | X | X  | 5     |
| CAN Canadá | Martelo | 1 | 3 | 0 | 5 | 0 | 0 | 0 | 3 | X | X  | 12    |

Sexta rodada
Sexta-feira, 19 de fevereiro, 14:00 (UTC-8)
| Pista A      | LSFE    | 1 | 2 | 3 | 4 | 5 | 6 | 7 | 8 | 9 | 10 | Final |
| ------------ | ------- | - | - | - | - | - | - | - | - | - | -- | ----- |
| GER Alemanha |         | 0 | 0 | 1 | 0 | 1 | 1 | 1 | 0 | 3 | 0  | 7     |
| SUI Suíça    | Martelo | 2 | 0 | 0 | 2 | 0 | 0 | 0 | 1 | 0 | 1  | 6     |

| Pista B       | LSFE    | 1 | 2 | 3 | 4 | 5 | 6 | 7 | 8 | 9 | 10 | Final |
| ------------- | ------- | - | - | - | - | - | - | - | - | - | -- | ----- |
| DEN Dinamarca | Martelo | 1 | 0 | 1 | 0 | 1 | 0 | X | X | X | X  | 3     |
| CAN Canadá    |         | 0 | 2 | 0 | 5 | 0 | 3 | X | X | X | X  | 10    |

| Pista C            | LSFE    | 1 | 2 | 3 | 4 | 5 | 6 | 7 | 8 | 9 | 10 | Final |
| ------------------ | ------- | - | - | - | - | - | - | - | - | - | -- | ----- |
| FRA França         | Martelo | 0 | 0 | 0 | 1 | 0 | 0 | 2 | 0 | 0 | 0  | 3     |
| USA Estados Unidos |         | 0 | 0 | 0 | 0 | 1 | 0 | 0 | 0 | 2 | 1  | 4     |

| Pista D     | LSFE    | 1 | 2 | 3 | 4 | 5 | 6 | 7 | 8 | 9 | 10 | Final |
| ----------- | ------- | - | - | - | - | - | - | - | - | - | -- | ----- |
| NOR Noruega | Martelo | 1 | 0 | 1 | 0 | 0 | 1 | 0 | 2 | 0 | 2  | 7     |
| CHN China   |         | 0 | 1 | 0 | 1 | 0 | 0 | 1 | 0 | 2 | 0  | 5     |

Sétima Rodada
Sábado, 20 de fevereiro, 9:00 (UTC-8)
| Pista A       | LSFE    | 1 | 2 | 3 | 4 | 5 | 6 | 7 | 8 | 9 | 10 | Final |
| ------------- | ------- | - | - | - | - | - | - | - | - | - | -- | ----- |
| NOR Noruega   |         | 0 | 1 | 0 | 2 | 0 | 0 | 0 | 3 | 0 | X  | 6     |
| DEN Dinamarca | Martelo | 0 | 0 | 1 | 0 | 1 | 0 | 0 | 0 | 1 | X  | 3     |

| Pista B      | LSFE    | 1 | 2 | 3 | 4 | 5 | 6 | 7 | 8 | 9 | 10 | Final |
| ------------ | ------- | - | - | - | - | - | - | - | - | - | -- | ----- |
| FRA França   |         | 0 | 0 | 3 | 1 | 0 | 0 | 0 | 0 | X | X  | 4     |
| GER Alemanha | Martelo | 2 | 0 | 0 | 0 | 2 | 1 | 2 | 2 | X | X  | 9     |

| Pista C          | LSFE    | 1 | 2 | 3 | 4 | 5 | 6 | 7 | 8 | 9 | 10 | Final |
| ---------------- | ------- | - | - | - | - | - | - | - | - | - | -- | ----- |
| CHN China        |         | 0 | 0 | 1 | 0 | 1 | 0 | 0 | 2 | 0 | X  | 4     |
| GBR Grã-Bretanha | Martelo | 1 | 0 | 0 | 2 | 0 | 3 | 2 | 0 | 1 | X  | 9     |

| Pista D            | LSFE    | 1 | 2 | 3 | 4 | 5 | 6 | 7 | 8 | 9 | 10 | 11 | Final |
| ------------------ | ------- | - | - | - | - | - | - | - | - | - | -- | -- | ----- |
| SWE Suécia         | Martelo | 0 | 0 | 1 | 0 | 2 | 0 | 3 | 0 | 0 | 1  | 0  | 7     |
| USA Estados Unidos |         | 1 | 1 | 0 | 2 | 0 | 1 | 0 | 0 | 2 | 0  | 1  | 8     |

Oitava rodada
Sábado, 20 de fevereiro, 19:00 (UTC-8)
| Pista B   | LSFE    | 1 | 2 | 3 | 4 | 5 | 6 | 7 | 8 | 9 | 10 | Final |
| --------- | ------- | - | - | - | - | - | - | - | - | - | -- | ----- |
| SUI Suíça |         | 0 | 0 | 2 | 0 | 3 | 0 | 2 | 0 | 2 | X  | 9     |
| CHN China | Martelo | 0 | 1 | 0 | 2 | 0 | 1 | 0 | 1 | 0 | X  | 5     |

| Pista C    | LSFE    | 1 | 2 | 3 | 4 | 5 | 6 | 7 | 8 | 9 | 10 | Final |
| ---------- | ------- | - | - | - | - | - | - | - | - | - | -- | ----- |
| SWE Suécia | Martelo | 1 | 0 | 2 | 0 | 0 | 0 | 1 | 0 | 0 | 0  | 4     |
| FRA França |         | 0 | 2 | 0 | 0 | 0 | 0 | 0 | 0 | 2 | 1  | 5     |

| Pista D          | LSFE    | 1 | 2 | 3 | 4 | 5 | 6 | 7 | 8 | 9 | 10 | Final |
| ---------------- | ------- | - | - | - | - | - | - | - | - | - | -- | ----- |
| CAN Canadá       | Martelo | 0 | 2 | 0 | 1 | 0 | 2 | 0 | 0 | 0 | 2  | 7     |
| GBR Grã-Bretanha |         | 0 | 0 | 3 | 0 | 1 | 0 | 1 | 1 | 0 | 0  | 6     |

Nona Rodada
Domingo, 21 de fevereiro, 14:00 (UTC-8)
| Pista A            | LSFE    | 1 | 2 | 3 | 4 | 5 | 6 | 7 | 8 | 9 | 10 | Final |
| ------------------ | ------- | - | - | - | - | - | - | - | - | - | -- | ----- |
| USA Estados Unidos | Martelo | 0 | 1 | 0 | 0 | 0 | 0 | 0 | 1 | 0 | 0  | 2     |
| GBR Grã-Bretanha   |         | 0 | 0 | 0 | 0 | 2 | 1 | 0 | 0 | 0 | 1  | 4     |

| Pista B     | LSFE    | 1 | 2 | 3 | 4 | 5 | 6 | 7 | 8 | 9 | 10 | Final |
| ----------- | ------- | - | - | - | - | - | - | - | - | - | -- | ----- |
| NOR Noruega | Martelo | 2 | 0 | 0 | 2 | 0 | 2 | 0 | 1 | 0 | 0  | 7     |
| SWE Suécia  |         | 0 | 3 | 0 | 0 | 1 | 0 | 2 | 0 | 1 | 1  | 8     |

| Pista C    | LSFE    | 1 | 2 | 3 | 4 | 5 | 6 | 7 | 8 | 9 | 10 | Final |
| ---------- | ------- | - | - | - | - | - | - | - | - | - | -- | ----- |
| SUI Suíça  |         | 0 | 1 | 0 | 0 | 0 | 1 | 0 | 2 | 0 | 0  | 4     |
| CAN Canadá | Martelo | 2 | 0 | 1 | 0 | 0 | 0 | 2 | 0 | 0 | 1  | 6     |

| Pista D       | LSFE    | 1 | 2 | 3 | 4 | 5 | 6 | 7 | 8 | 9 | 10 | Final |
| ------------- | ------- | - | - | - | - | - | - | - | - | - | -- | ----- |
| DEN Dinamarca | Martelo | 1 | 0 | 0 | 4 | 1 | 0 | 2 | 0 | 1 | X  | 9     |
| GER Alemanha  |         | 0 | 2 | 0 | 0 | 0 | 2 | 0 | 1 | 0 | X  | 5     |

Décima rodada
Segunda-feira, 22 de fevereiro, 9:00 (UTC-8)
| Pista A     | LSFE    | 1 | 2 | 3 | 4 | 5 | 6 | 7 | 8 | 9 | 10 | Final |
| ----------- | ------- | - | - | - | - | - | - | - | - | - | -- | ----- |
| FRA França  |         | 0 | 0 | 0 | 1 | 0 | 1 | 0 | 0 | X | X  | 2     |
| NOR Noruega | Martelo | 1 | 1 | 1 | 0 | 1 | 0 | 3 | 2 | X | X  | 9     |

| Pista B            | LSFE    | 1 | 2 | 3 | 4 | 5 | 6 | 7 | 8 | 9 | 10 | Final |
| ------------------ | ------- | - | - | - | - | - | - | - | - | - | -- | ----- |
| CAN Canadá         | Martelo | 0 | 1 | 0 | 2 | 0 | 1 | 1 | 0 | 2 | X  | 7     |
| USA Estados Unidos |         | 1 | 0 | 1 | 0 | 0 | 0 | 0 | 0 | 0 | X  | 2     |

| Pista C      | LSFE    | 1 | 2 | 3 | 4 | 5 | 6 | 7 | 8 | 9 | 10 | Final |
| ------------ | ------- | - | - | - | - | - | - | - | - | - | -- | ----- |
| GER Alemanha | Martelo | 0 | 0 | 1 | 0 | 2 | 1 | 0 | 2 | 0 | 1  | 7     |
| CHN China    |         | 2 | 1 | 0 | 1 | 0 | 0 | 1 | 0 | 1 | 0  | 6     |

| Pista D    | LSFE    | 1 | 2 | 3 | 4 | 5 | 6 | 7 | 8 | 9 | 10 | Final |
| ---------- | ------- | - | - | - | - | - | - | - | - | - | -- | ----- |
| SUI Suíça  |         | 1 | 1 | 0 | 2 | 0 | 0 | 0 | 0 | 3 | X  | 7     |
| SWE Suécia | Martelo | 0 | 0 | 2 | 0 | 0 | 0 | 1 | 0 | 0 | X  | 3     |

Décima primeira rodada
Segunda-feira, 22 de fevereiro, 19:00 (UTC-8)
| Pista B          | LSFE    | 1 | 2 | 3 | 4 | 5 | 6 | 7 | 8 | 9 | 10 | Final |
| ---------------- | ------- | - | - | - | - | - | - | - | - | - | -- | ----- |
| GER Alemanha     |         | 0 | 0 | 0 | 0 | 1 | 0 | 1 | 0 | X | X  | 2     |
| GBR Grã-Bretanha | Martelo | 1 | 0 | 1 | 2 | 0 | 2 | 0 | 2 | X | X  | 8     |

| Pista C       | LSFE    | 1 | 2 | 3 | 4 | 5 | 6 | 7 | 8 | 9 | 10 | 11 | Final |
| ------------- | ------- | - | - | - | - | - | - | - | - | - | -- | -- | ----- |
| FRA França    | Martelo | 1 | 1 | 0 | 2 | 0 | 0 | 0 | 0 | 1 | 0  | 1  | 6     |
| DEN Dinamarca |         | 0 | 0 | 1 | 0 | 3 | 0 | 0 | 0 | 0 | 1  | 0  | 5     |

| Pista D            | LSFE    | 1 | 2 | 3 | 4 | 5 | 6 | 7 | 8 | 9 | 10 | Final |
| ------------------ | ------- | - | - | - | - | - | - | - | - | - | -- | ----- |
| CHN China          | Martelo | 3 | 0 | 1 | 1 | 0 | 0 | 3 | 0 | 3 | X  | 11    |
| USA Estados Unidos |         | 0 | 2 | 0 | 0 | 1 | 1 | 0 | 1 | 0 | X  | 5     |

Décima segunda rodada
Terça-feira, 23 de fevereiro, 14:00 (UTC-8)
| Pista A    | LSFE    | 1 | 2 | 3 | 4 | 5 | 6 | 7 | 8 | 9 | 10 | Final |
| ---------- | ------- | - | - | - | - | - | - | - | - | - | -- | ----- |
| CHN China  | Martelo | 0 | 1 | 0 | 1 | 0 | 1 | 0 | X | X | X  | 3     |
| CAN Canadá |         | 4 | 0 | 1 | 0 | 1 | 0 | 4 | X | X | X  | 10    |

| Pista B       | LSFE    | 1 | 2 | 3 | 4 | 5 | 6 | 7 | 8 | 9 | 10 | Final |
| ------------- | ------- | - | - | - | - | - | - | - | - | - | -- | ----- |
| SWE Suécia    |         | 3 | 0 | 2 | 1 | 0 | 0 | 0 | 0 | 0 | 1  | 7     |
| DEN Dinamarca | Martelo | 0 | 1 | 0 | 0 | 2 | 1 | 1 | 0 | 1 | 0  | 6     |

| Pista C          | LSFE    | 1 | 2 | 3 | 4 | 5 | 6 | 7 | 8 | 9 | 10 | Final |
| ---------------- | ------- | - | - | - | - | - | - | - | - | - | -- | ----- |
| GBR Grã-Bretanha | Martelo | 0 | 3 | 0 | 1 | 0 | 0 | 0 | 1 | X | X  | 5     |
| NOR Noruega      |         | 2 | 0 | 2 | 0 | 2 | 0 | 3 | 0 | X | X  | 9     |

| Pista D    | LSFE    | 1 | 2 | 3 | 4 | 5 | 6 | 7 | 8 | 9 | 10 | Final |
| ---------- | ------- | - | - | - | - | - | - | - | - | - | -- | ----- |
| SUI Suíça  | Martelo | 2 | 0 | 0 | 0 | 0 | 2 | 1 | 1 | 0 | X  | 6     |
| FRA França |         | 0 | 0 | 0 | 1 | 0 | 0 | 0 | 0 | 1 | X  | 2     |

### Jogo desempate
Quarta-feira, 24 de fevereiro; 14:00 (UTC-8)
As equipes empatadas em número de vitórias precisaram de um jogo extra para decidir o quarto classificado para as semifinais.
| Pista A          | LSFE    | 1 | 2 | 3 | 4 | 5 | 6 | 7 | 8 | 9 | 10 | 11 | Final |
| ---------------- | ------- | - | - | - | - | - | - | - | - | - | -- | -- | ----- |
| SWE Suécia       | Martelo | 2 | 0 | 2 | 1 | 0 | 0 | 0 | 1 | 0 | 0  | 1  | 7     |
| GBR Grã-Bretanha |         | 0 | 2 | 0 | 0 | 1 | 1 | 1 | 0 | 0 | 1  | 0  | 6     |

## Fase final
|  | Semifinal              | Semifinal              |   |                       | Final                     | Final |  |
|  |                        |                        |   |                       |                           |       |  |
|  | 25 de fevereiro, 14:00 |                        |   |                       |                           |       |  |
|  | SWE Suécia             | 3                      |   |                       |                           |       |  |
|  | CAN Canadá             | 6                      |   |                       |                           |       |  |
|  |                        |                        |   |                       |                           |       |  |
|  |                        |                        |   |                       | 27 de fevereiro, 15:00    |       |  |
|  |                        |                        |   |                       | CAN Canadá                | 6     |  |
|  |                        | NOR Noruega            | 3 |                       |                           |       |  |
|  |                        |                        |   |                       |                           |       |  |
|  |                        |                        |   |                       |                           |       |  |
|  |                        |                        |   |                       | Disputa do terceiro lugar |       |  |
|  | 25 de fevereiro, 14:00 | 25 de fevereiro, 14:00 |   | 27 de fevereiro, 9:00 | 27 de fevereiro, 9:00     |       |  |
|  | SUI Suíça              | 5                      |   | SWE Suécia            | 4                         |       |  |
|  | NOR Noruega            | 7                      |   |                       | SUI Suíça                 | 5     |  |

### Semifinais
Quinta-feira, 25 de fevereiro; 14:00 (UTC-8)
| Pista A    | LSFE    | 1 | 2 | 3 | 4 | 5 | 6 | 7 | 8 | 9 | 10 | Final |
| ---------- | ------- | - | - | - | - | - | - | - | - | - | -- | ----- |
| SWE Suécia |         | 0 | 0 | 1 | 0 | 0 | 0 | 0 | 1 | 1 | X  | 3     |
| CAN Canadá | Martelo | 0 | 1 | 0 | 1 | 2 | 2 | 0 | 0 | 0 | X  | 6     |

| Pista B     | LSFE    | 1 | 2 | 3 | 4 | 5 | 6 | 7 | 8 | 9 | 10 | Final |
| ----------- | ------- | - | - | - | - | - | - | - | - | - | -- | ----- |
| SUI Suíça   |         | 0 | 0 | 0 | 1 | 0 | 2 | 0 | 1 | 0 | 1  | 5     |
| NOR Noruega | Martelo | 0 | 1 | 1 | 0 | 2 | 0 | 1 | 0 | 2 | 0  | 7     |

### Disputa do terceiro lugar
Sábado, 27 de fevereiro; 9:00 (UTC-8)
| Pista C    | LSFE    | 1 | 2 | 3 | 4 | 5 | 6 | 7 | 8 | 9 | 10 | Final |
| ---------- | ------- | - | - | - | - | - | - | - | - | - | -- | ----- |
| SWE Suécia |         | 0 | 1 | 0 | 0 | 2 | 0 | 1 | 0 | 0 | 0  | 4     |
| SUI Suíça  | Martelo | 1 | 0 | 0 | 1 | 0 | 1 | 0 | 0 | 0 | 2  | 5     |

### Final
Sábado, 27 de fevereiro; 15:00 (UTC-8)
| Pista C     | LSFE    | 1 | 2 | 3 | 4 | 5 | 6 | 7 | 8 | 9 | 10 | Final |
| ----------- | ------- | - | - | - | - | - | - | - | - | - | -- | ----- |
| CAN Canadá  | Martelo | 0 | 1 | 0 | 1 | 1 | 0 | 2 | 0 | 1 | X  | 6     |
| NOR Noruega |         | 0 | 0 | 0 | 0 | 0 | 2 | 0 | 1 | 0 | X  | 3     |